# 李英宗
李英宗（越南语：／，1136年—1175年8月14日），諱李天祚（越南语：／），越南李朝皇帝，第6位皇帝。三岁继位，1138年-1175年在位，享年40岁。1174年，宋孝宗封李天祚为安南国王，從此開始越南政權同中國來往的時候使用安南作为国号，而其国内則以大越为国号。

## 年号
- 绍明（1138年—1140年）
- 大定（1140年—1162年）
- 政隆宝应（1163年—1174年）
- 天感至宝（1174年—1175年）

## 評價
《大越史記全書》:「英宗設講武之場，以嚴武備，脩孔子之廟，以振文風。籍田有耕，圜法有立，治則詳矣。然儉邪莫辨，賞罰不明，寵任奸臣，而開象脚之路，崇信佛老，而制僧道之科，何其暗也。」「廢立不惑婦人之言，寄託能得賢臣之輔，可謂無愧於負荷矣。然憸邪莫辨，刑罰不明，所以天災示警，寇盜並興，紀綱紊舛，可勝言哉。」

## 家庭

### 妻妾
- 昭靈皇后武氏
- 靈道皇后杜瑞珠
- 制氏，占城王制皮囉筆之女

### 子
- 保国王李龙昶（1151年—1181年）
- 建寧王李龙明（1152年—1175年）
- 建靖王李龙华（1152年—1175年）
- 建安王李龙德（1153年—1175年）
- 建康王李龙益（1167年—1212年）
- 李高宗李龙𣉙
- 建平王李龙祥
- 李元皇李某

| 英宗皇帝李天祚 |                            |               |
| 前任： 李神宗  | 大越帝國皇帝 1138年—1175年 | 繼任： 李高宗 |
| 前任： 李神宗  | 越南李朝君主 1138年—1175年 | 繼任： 李高宗 |